# Terranuova Bracciolini
Terranuova Bracciolini är en ort och kommun i provinsen Arezzo i regionen Toscana i Italien. Kommunen hade Mall:Formatnum12268 invånare (2018).